# Sekretář pro vztahy se státy
Sekretář pro vztahy se státy stojí v čele druhé sekce vatikánského Státního sekretariátu, které má za úkol podporovat diplomatické vztahy se zeměmi a s dalšími subjekty mezinárodního práva, projednávat společné záležitosti na prosazování prospěchu církve a občanského společenství, a to prostřednictvím konkordátů a jiných dohod, s přihlédnutím k postojům zainteresovaných biskupských konferencí a zastupovat Apoštolský stolec u mezinárodních organizací a na kongresech v otázkách veřejné povahy, po konzultaci s příslušnými odbory římské kurie. Původně byla II. sekce samostatnou organizací, Kongregací pro mimořádné církevní záležitosti, která byly po mnoha proměnách začleněna v roce 1988 do Státního sekretariátu.

## Seznam sekretářů pro vztahy se státy Státního sekretariátu
- Arcibiskup Angelo Sodano (1. březen 1989 – 1. prosinec 1990 jmenován pro-státním sekretářem)
- Arcibiskup Jean-Louis Tauran (1. prosinec 1990 – 6. říjen 2003 abdikoval)
- Arcibiskup Giovanni Lajolo (6. říjen 2003 – 15. září 2006 jmenován prezidentem Governatorátu Městského státu Vatikán a Papežské komise pro Městský stát Vatikán)
- Arcibiskup Dominique Mamberti (15. září 2006 – 8. listopad 2014 jmenován prefektem Nejvyššího tribunálu apoštolské signatury)
- Arcibiskup Paul Richard Gallagher, od 8. listopadu 2014